# Unitat popular
La unitat popular agrupa diferents moviments polítics de caràcter popular i d'esquerres que han sorgit des de la dècada de 1970 fins al present. Aquestes experiències busquen la col·laboració entre diverses organitzacions per defensar interessos comuns, especialment en contextos d'oposició a governs neoliberals o per aconseguir objectius d'autonomia i independència.

## Història
El cas més representatiu fou el de la Unidad Popular a Xile, encapçalada per Salvador Allende. Fou una aliança de partits d'esquerra formada el 1969 que en coalició portà Allende a la presidència el 1970 i en diferents llistes al triomf en les eleccions municipals de 1971 i parlamentàries de 1973. El cop d'Estat d'Augusto Pinochet de 1973 acabà amb el govern democràtic i amb aquesta experiència.
Aquest concepte d'unitat popular es va incorporar a l'imaginari de les esquerres de l'Estat Espanyol durant la transició. A Madrid es presentaria una Candidatura de Unidad Popular el 1977, que va obtenir 5.206 vots. Al seu torn, l'esquerra independentista basca creà la coalició Herri Batasuna, que en basc significa Unitat Popular, el 1978, basant-se en certa manera en aquesta experiència, amb l'afegit d'un programa de caràcter sobiranista favorable a la independència del País Basc.
Als Països Catalans, les primeres experiències d'unitat popular van sorgir a finals de la dècada de 1970, quan alguns grups hereus del catalanisme més popular van intentar recuperar l'esperit de l'Assemblea de Catalunya. La primera candidatura sota aquest nom fou la coalició Candidatura d'Unitat Popular pel Socialisme, que va rebre 12.040 vots, quedant fora del congrés A les eleccions al Parlament de Catalunya de 1980 el Bloc d'Esquerra d'Alliberament Nacional, BEAN, es va presentar sota la fórmula BEAN-Unitat Popular (BEAN-UP). Obtindria gairebé 15.000 vots. La CUPS també es presentaria, obtenint 33.000 vots.
Posteriorment, el concepte d'unitat popular ha sigut reivindicat per d'altres formacions d'esquerres. La CUP es defineix com una candidatura d'Unitat Popular.